# ملعب ألكسندرا
ملعب ألكسندرا (المعروف سابقًا باسم شارع غريستي أو غريستي رود نظرا لموقعه على طريق بهذا الاسم) ملعب متعدد الاستخدام يقع الملعب في كرو، إنجلترا. ويستخدم حاليا في الغالب لكرة القدم. بني الملعب عام 1906، وفي منتصف تسعينيات القرن العشرين تم تجديده، والآن أصبح لديه القدرة على استيعاب 10,153 مشجع.